# Præcisionisme
Præcisionismen var en stilretning inden for amerikansk maleri der opstod efter første verdenskrig og havde sit højdepunkt i mellemkrigstiden. Præcisionismen var en del af amerikansk realisme (American Scene) og influeret af kubisme og futurisme.
Som andre realister tog repræsentanterne for præcisionismen bevidst afsæt i det traditionelle landskabsmaleri og den historiserende, men også abstrakte kunst. Som motiver valgte de især storbyer, industrikomplekser og andre tekniske indretninger.
Da de arbejdede med præcise geometriske former og perfekte farveforløb uden urenheder, er de også blevet kaldt  Sterilists (de sterile) og Immaculates (de ubesmittede). Fremstillingerne tyder på en voksende selvbevidsthed i det amerikanske industrisamfund og en vis beundring for dets bygningsværker, dog var den sociale kommentar ikke et centralt element for præcisionismen – i modsætning til Ashcan School.
Charles Demuth, Charles Sheeler og Georgia O'Keeffe var betydelige repræsentanter for præcisionismen.
| - Eksempler - John Storrs, Profile Head with Cap, ca. 1918, træsnit på papir Smithsonian American Art Museum - Stuart Davis, Lucky Strike, 1921, olie på lærred Museum of Modern Art - Stuart Davis, Steeple and Street, 1922 Hirshhorn Museum and Sculpture Garden - Charles Demuth, The Figure 5 in Gold, 1928 |